# Rézlakodalom
A Rézlakodalom a Frakk, a macskák réme című rajzfilmsorozat negyedik évadjának első része.

## Alkotók
- Rendezte: Cseh András
- Írta: Bálint Ágnes
- Zenéjét szerezte: Pethő Zsolt
- Operatőr és animátor: Radvány Zsuzsa
- Hangmérnök: Bársony Péter
- Vágó: Czipauer János
- Grafikai terv és forgatókönyvíró: Várnai György
- Háttér: Szálas Gabriella
- Rajzolták: Czeglédi Mária, Menyhárt Katalin, Somos Zsuzsa
- Munkatársak: Völler Ágnes, Zsebényi Béla
- Színes technika: György Erzsébet
- Gyártásvezető: Mezei Borbála

Készítette a Magyar Televízió megbízásából a Pannónia Filmstúdió

## Hangok
- Frakk: Szabó Gyula
- Lukrécia: Schubert Éva
- Szerénke: Váradi Hédi
- Károly bácsi: Suka Sándor
- Irma néni: Pártos Erzsi